# Phyllurus kabikabi
Phyllurus kabikabi (окв'юйський листохвостий гекон) — вид геконоподібних ящірок родини Carphodactylidae. Ендемік Австралії.

## Поширення і екологія
Окв'юйські листохвості гекони мешкають в заповіднику Оакв'ю на сході Квінсленда. Вони живуть у вологих тропічних лісах, серед ліан і кам'янистих осипів.

## Збереження
МСОП класифікує цей вид як такий, що перебуває на межі зникнення. Phyllurus kabikabi загрожує знищення природного середовища.